# La Libertad guiando al pueblo
La Libertad guiando al pueblo (en francés: La Liberté guidant le peuple) es un cuadro pintado por Eugène Delacroix en 1830 y conservado en el Museo del Louvre de París y uno de los más famosos de la historia.
El lienzo simboliza la Revolución de 1830 del día 28 de julio, una escena en la que el pueblo de París se levanta en armas contra el rey Carlos X de Francia. Este último había suprimido el parlamento por decreto y tenía la intención de restringir la libertad de prensa. Los disturbios se convirtieron en un levantamiento que desembocó en una revuelta de ciudadanos franceses. No existió un cabecilla; el interés por la revuelta fue de clase, en la medida en que la burguesía se veía beneficiada del movimiento. Sin embargo, Delacroix representa a la Libertad como guía que conduce al pueblo, el cual es mostrado como multiforme, es decir, con miembros de las clases sociales media y baja. Así, la Libertad es alegorizada como una mujer de suma belleza. 
El espectador solo tiene dos posibilidades, el unirse a la masa, o el ser arrasado por ella. El pueblo es la unión de clases: se representa al burgués con su sombrero de copa y empuñando el fusil, al lado un andrajoso y un herido que pide clemencia a Francia. Al fondo aparecen brumas y humos de la batalla que diluyen un barrio francés bastante realista. A los pies de la Libertad un moribundo la mira fijo indicándonos que ha valido la pena morir por ella.
La escena que representa el cuadro, se ubica en el acceso sur, desde el puente de Arcole, a la plaza del ayuntamiento parisino. Al fondo, a la derecha, se ven las torres de la catedral de París.
El cuadro fue comprado por el Estado francés en 1831, pero ante las críticas recibidas parece ser que fue devuelto al autor en 1839. Sin embargo, en 1848 el director de los museos nacionales lo reclamó, siendo entregado por el autor al año siguiente. Cuando se instauró el Segundo Imperio la tela pasó a formar parte de la reserva del Louvre, hasta que quedó expuesto en 1863, después de la muerte del autor. La obra se ha convertido en un icono universal de la lucha por la libertad.

He emprendido un tema moderno, una barricada, y si no he luchado por la patria, al menos pintaré para ella.
Eugène Delacroix

## Cuadro
El tema de la obra es la insurrección burguesa que tuvo lugar los días 27, 28 y 29 de julio de 1830 («las Tres jornadas gloriosas»). Es una de las revoluciones burguesas, la que puso fin al terror blanco tras los dieciséis años de restaurada la monarquía borbónica, encarnada en el ultraconservador Carlos X, expulsado del trono y sustituido por Luis Felipe de Orleans, el Rey burgués, con lo que se consumó el acceso al poder de la burguesía liberal, aunque no se instauró la república. Delacroix estuvo del lado de los revolucionarios, él mismo se ha representado en el cuadro como quien lleva el sombrero de copa negro y que se encuentra entre los combatientes, en primera fila.
La revuelta se inició el 27 de julio como protesta contra una serie de ordenanzas que restringían libertades ciudadanas. En esa noche jóvenes republicanos se pusieron al frente de la insurrección y de día se elevaron barricadas (el cuadro se conoce también como La Barricada). El 29, los revolucionarios eran dueños de la ciudad. La revuelta rebasó las fronteras de Francia y dio lugar a levantamientos similares, de lucha contra los monarcas reaccionarios o de liberación nacional (como los belgas sublevados contra los holandeses), en varios países europeos.  
Según G. C. Argan nos encontramos ante el primer cuadro político de la pintura moderna, pues en su opinión la historia contemporánea es la lucha política por la libertad. Libertad que, según este autor, estaba ligada en aquella época al concepto de Patria. De ahí que la figura central de la mujer, que es alegoría de la libertad, lo sea también de la nación. Hemos de recordar que la lucha por la libertad y por la nación (el nacionalismo) es una constante en los románticos. El mismo autor trata idéntico tema en obras como La matanza de Quíos y Grecia sobre las ruinas de Missolonghi, cuadro en el que la nación aparece representada por otra mujer.

## Tema
Se ve una estructura en posición de pirámide con los muertos por la Libertad en la base y está en la cima una mujer sosteniendo en la mano derecha la bandera de Francia y en la extremidad opuesta un fusil. El ligero pincel de Delacroix y la fuerza luminosa de sus colores exaltan la vitalidad de sus cuadros. Para aumentar la tensión y el movimiento añadió contrastes complementarios junto a la oposición de los claroscuros. El color para Delacroix no solo tenía un valor de representación, sino un significado emocional propio, con el que intentaba plasmar sobre el lienzo el sentimiento y la disposición de ánimo de las personas. De fondo se ve el cielo de París tormentoso (otra característica romántica). Utiliza colores pálidos con tonos ocres y con pinceladas sueltas destacando el azul, el rojo y el blanco de la bandera.

### Personajes
El personaje del sombrero es un burgués, en el que se autorretrata Delacroix a pesar de que no participó en los hechos. En una carta fechada el 18 de octubre de 1830 escribió a su hermano: "He comenzado un cuadro de tema moderno, una barricada... y, si no he luchado por la patria, por lo menos pintaré para ella". Aunque, como era habitual en los románticos, Delacroix criticaba a la pequeña burguesía por su estrechez de miras,  él mismo procedía de una familia de la alta burguesía y frecuentaba los salones y los ambientes de las altas esferas burguesas. Por otra parte, así como fue revolucionario en 1830, adoptó una postura contrarrevolucionaria en 1848, en la que comienza a emerger la clase obrera (ese año Marx publica su Manifiesto Comunista). En cualquier caso como ocurrió con David, fue un autor políticamente comprometido.
La figura de la Libertad (que recuerda a algunos la Venus de Milo y a otros la Victoria alada de Samotracia)  porta dos símbolos revolucionarios: el gorro frigio y la bandera tricolor, que el nuevo régimen -a pesar de ser monárquico- adoptó nuevamente. En segundo plano, a la derecha del espectador, encontramos Notre-Dame de París, en una de cuyas torres ondea la bandera revolucionaria, quizás para afirmar el sometimiento de la iglesia, que había sido uno de los apoyos de la restauración borbónica. Esta figura se ha convertido en una de las primeras representaciones de la Marianne francesa más famosas.

### Composición
La composición del cuadro es claramente piramidal, presentando muchas coincidencias con La balsa de la Medusa de Géricault, obra en la que tal vez se inspira. Delacroix ha señalado que al igual que en la balsa, «el plano de apoyo es inestable, construido con vigas inestables (la barricada), y de esta inestabilidad nace y se desarrolla in crescendo el movimiento de la composición» que acaba culminando en una persona que agita algo, en el caso de la balsa un harapo y en este una bandera. Los dos muertos en primer término también guardan un cierto paralelismo con los cuerpos sin vida en primer plano de la obra de Géricault. Incluso, las piernas alzadas del difunto de la izquierda parecen inspirarse en las del muerto del lado opuesto de La Balsa. No obstante, este mismo autor señala que aunque hay similitudes, también hay diferencias, y así en mientras que en la obra de Géricault el movimiento es de delante hacia atrás, en la Libertad es todo lo contrario (hacia el espectador). Cuadros de Goya como La carga de los mamelucos o Los fusilamientos del 3 de mayo, parecen también haber influido en esta obra, por las asimetrías, las diagonales y los estallidos de color.
 Características formales 
- Forma abierta.
- La sensación de perspectiva está presente en la obra gracias a los edificios del fondo y a la multitud, que se va alejando y reduciendo en tamaño al fondo del lienzo.
- La línea del horizonte es algo inestable, sería la línea imaginaria entre las cabezas de la multitud al fondo del cuadro, que se difuminan con el humo y los edificios del fondo del lienzo.
- Los tres elementos (bandera, camisa del muerto de la izquierda y vestimenta del herido que se alza frente a la Libertad) forman una línea recta imaginaria que forma un eje central.
- Las figuras principales se enmarcan dentro de una pirámide que asciende en el vértice de la cual el eje central es la Libertad y los dos muertos en primer término cierran el triángulo.
- La luz del cuadro es irreal, ilumina la Libertad con la bandera tricolor, una parte del cuerpo del niño que hay a su lado, al moribundo de la chaqueta azul, al muerto del margen inferior izquierdo y las manos y media del hombre del sombrero de copa. En este caso la luz y el color tienen un objetivo en común: potenciar el movimiento.
- Las pinceladas muestran una gran desenvoltura y ondulación. El rojo y el azul de la bandera, de la vestimenta del herido que se alza delante de la Libertad, y de la camisa del muerto de la izquierda resaltan por encima de todo el predominio de las tonalidades ocres y grises del conjunto.

### Otro aspecto
Junto a la figura alegórica de la Libertad, se dan otros detalles tremendamente realistas como puede ser el pubis desnudo de la persona muerta que hay en primer plano, abajo a la izquierda (obrero de la camisa blanca). Es un cuadro alegórico o histórico. No parece que sea ninguna de las dos cosas, por cuanto que lo único alegórico es la figura de la mujer-libertad-patria y tampoco representa un hecho concreto real. Théophile Thoré elogió la obra y refiriéndose a la mujer dijo: «¿Es una muchacha del pueblo? ¿Es el genio de la libertad? Es ambas cosas [...] La verdadera alegoría debe tener el doble carácter de ser una figura viviente y un símbolo».
La obra está impregnada de movimiento no solo por los gestos dramáticos de los personajes, y por la composición en diagonales, sino porque los del primer plano avanzan sobre la quietud de los muertos que se encuentran en la base de la composición y todas las formas muestran ondulaciones que ponen de manifiesto la admiración del autor por Rubens. Por otra parte la luz lo refuerza, pues es una luz dramática y compleja, con zonas iluminadas y otras en penumbra, pero cuyo origen no se vislumbra. Las figuras del primer plano aparecen iluminadas por un foco lateral, pero a su vez se recortan a contraluz sobre un fondo encendido, humeante y nuboso, que dota de más inquietud a la composición. No obstante, ese tenebrismo aludido no da como resultado figuras homogéneas en tonos de bronce –como en Caravaggio–, pues incorpora con gran maestría más fuerza y variedad cromática, como por ejemplo el azul de la bandera o de la camisa del personaje que postrado mira fijo a la Libertad. Lo que pone de manifiesto que Delacroix domina también el color, del que fue un fino estudioso. 
La perfecta combinación de tema, movimiento, luz y color, junto a una pincelada suelta que en los planos posteriores (por ejemplo, los combatientes de detrás de la mujer) recuerdan a Goya, determinan que nos encontramos ante una obra y un autor de una tremenda trascendencia en la pintura contemporánea. Por otra parte su maestría en ordenar grandes composiciones como La muerte de Sardanápalo o la de esta obra, es también evidente. Delacroix, que tuvo una formación neoclásica, reaccionó contra el academicismo y llegó a convertirse en el culminador del romanticismo del que su amigo Géricault tempranamente muerto- fue iniciador. Con Delacroix se produce una ruptura con la herencia clásica a consecuencia de la cual, y como dice Argan, “el arte deja de mirar hacia lo antiguo y empieza a plantearse el ser, a toda costa, de su propio tiempo”.
Este cuadro sirvió como portada del disco Viva la Vida or Death and All His Friends, de la banda británica Coldplay.

## Vandalismo
En 2012, el cuadro se trasladó al nuevo Museo Louvre-Lens de Lens (Paso de Calais), como avanzadilla del primer tramo de pinturas de la colección del Louvre que será reinstalada. El 7 de febrero de 2013, el cuadro fue vandalizado por un visitante. Una mujer no identificada de 28 años escribió supuestamente la inscripción Architects & Engineers for 9/11 Truth (AE911) (Arquitectos e ingenieros para la verdad del 11 de septiembre) sobre la pintura. La mujer fue arrestada inmediatamente por un vigilante de seguridad y un visitante. Poco tiempo después, la dirección del Louvre y su sucursal de Pas-de-Calais publicaron un comunicado de prensa, indicando que «a primera vista, la inscripción es superficial y puede eliminarse fácilmente». Los funcionarios del Louvre anunciaron al día siguiente que un restaurador había limpiado la escritura en menos de dos horas sin dañar la pintura, la cual pudo volver a exponerse durante esa misma mañana.